# Mačkolje
Mačkolje (italijansko Caresana) so slovenska zamejska vas na severnem robu Istre v Italiji, s približno 255 prebivalci. Nahaja se v Občini Dolina blizu Trsta. Značilen za to vas je praznik češenj, ki poteka vsako leto maja.

## Zgodovina
Prva omemba vasi v zgodovinskih listinah je iz leta 1334, ko se omenja neki Jacopo de Maccogliano, istega leta pa tudi Carisana. V župnijskem arhivu v Ospu (sedaj župnija Predloka) se leta 1610 za vas navaja ime Mascouglia, leta 1662 Maschoule in leta 1716 Mazkolie.
Vaška cerkev je prvič omenjena leta 1337, ko je bila posvečena sv. Hieronimu. Vas so leta 1615 razdejali uskoki. Nato je vas delila meja med Avstrijo in Beneško republiko. Hiše južno od »Ulice« (gornji del vasi) so bile pod Benečani, medtem ko je bila Ulica avstrijska. Mejo navaja tudi urbar iz leta 1579, ki omenja »halbdorf Mazcholia«. Sedanjo cerkev je posvetil sv. Rufu tržaški škof Marenzi 7. februarja 1658. Campoformijski mir med Francijo in Avstrijo je zapečatil usodo Beneške republike, ki je za vedno izginila iz političnega zemljevida, ni pa odpravil prejšnje delitve in vaški predel »Ulica« je ostal vezan na na Prebeneg in posredno Dolino.
Dolinski tabor leta 1878 je tudi v Mačkolje prinesel prebujeno nacionalno zavest in spodbudil živahno kulturno dejavnost na prosvetnem področju. Leta 1898 je bilo v vasi ustanovljeno  “Bralno in pevsko društvo Primorsko”, sledilo je leta 1909 Izobraževalno društvo. Tudi gospodarskih problemov niso zanemarjali in je leta 1906 nastalo Gospodarsko društvo. Pred prvo svetovno vojno so imeli v vasi še Gospodarsko zadrugo, ki se je ukvarjala z odkupom vina, katerega so točili v vaški zadružni gostilni.
Dolina pod vasjo (“Vale”) je bila do začetka 20. stoletja malo pomembna za kmetijstvo, saj je Osapska reka s poplavami onemogočala sleherno obliko obdelave. Regulacijo Osapske reke je leta 1909 izposloval Josip Kompare, poslanec v istrskem deželnem zboru v Poreču in osapski župnik. Leta 1913 so vaščani ustanovili Vodno zadrugo za vzdrževanje regulacijskih in gradbenih del omenjenega vodnega toka.
Komaj so se razpršili temni oblaki prve svetovne vojne že so mračne sile iredente in fašizma iskale ugodnih trenutkov za uresničitev svojih uničevalnih ciljev. Parlamentarne volitve v Italiji 15. maja 1921 so omenjene sile izrabile za neposreden napad na Slovence. Fašisti so požgali nekaj hiš v vasi Mačkolje. Prihod fašizma na oblast in njegova brutalna diktatura načrtno uničuje vse, kar je v Italiji naprednega, pri nas pa osredotoči svoje početje na slovenska društva in ustanove. Z Gentilejevo reformo (1. oktober 1923) je odpravljen pouk v slovenskem jeziku v prvem razredu osnovne šole, do leta 1928 pa je bila osnovna šola popolnoma poitalijančena. Leta 1927 je bila ukinjena materinščina v zadnjih razredih osnovnih šol ter prepovedo nadaljnje izhajanje slovenskega časopisja. Za prepovedana društva in ustanove se predvideva zaplemba njihove imovine, katera preide v last fašističnih organizacij. Ob tej priliki je bilo razpuščeno Bralno in pevsko društvo Primorsko.
Med drugo svetovno vojno je 2. oktobra 1943 vas požgala nemška vojska.
V kraju je ponovno začeo delovati Slovensko prosvetno društvo, ustanovljeno 5. maja 1952, ki se je leta 1976 preimenovalo v Slovenska katoliška prosveta Mačkolje. Društvo ima zelo aktiven mešani pevski zbor. Od leta 1963 v maju prirejajo Praznik češenj.

## Znani Mačkoljani
- Ivan Tul (1877-1959) slovenski duhovnik, pisatelj in pesnik